# Heerz lukenatcha
Heerz lukenatcha är en stekelart som beskrevs av Marsh 1993. Heerz lukenatcha ingår i släktet Heerz och familjen bracksteklar. Inga underarter finns listade i Catalogue of Life.